# Gannes
Gannes é uma comuna francesa na região administrativa de Altos da França, no departamento de Oise. Estende-se por uma área de 8,56 km². Em 2010 a comuna tinha 342 habitantes (densidade: 40 hab./km²).